# Opistophthalmus ammopus
Opistophthalmus ammopus ist ein in Südafrika endemisch vorkommender Skorpion aus der Familie Scorpionidae.

## Merkmale
Opistophthalmus ammopus ist ein mittelgroßer Skorpion von etwa 90 Millimetern Länge. Er hat eine dunkelbraune Farbe in verschiedenen Tönen, die Beine und das Telson sind braunorange, dabei trägt das Telson beidseitig Längsstreifen, die etwas heller als ihre Umgebung sind. Die Sternite sind gelbbraun, das Genitaloperkulum und die Kammorgane gelborange.
Das mediane Ocellenpaar befindet sich hinter der Mitte des Carapax, die Länge des Carapax beträgt etwa das 1,72fache des Abstands der Ocellen zum Vorderrand. Das Sternum ist fünfeckig und länger als breit. Die Kammorgane haben bei männlichen Skorpionen 8 bis 11 Zähne. Das Telson ist behaart und hat einen nur leicht gebogenen Giftstachel.
Die Telotarsen aller Beine haben stark verlängerte äußere Krallenpaare, dabei sind die beiden verlängerten Krallen unterschiedlich lang. Die beiden vorderen Beinpaare tragen vorne und hinten an jedem Bein eine Reihe langer, kammartig angeordneter Setae.
Die Oberfläche des Carapax ist stark und im Bereich des medianen Ocellenpaares schwach granuliert. Die hinteren Hälften der Tergite sowie die Oberflächen der Segmente des Metasomas, mit Ausnahme des Telsons, sind unterschiedlich stark granuliert. Die Ober- und Außenseiten der Chelae und Tibiae der Pedipalpen haben eine schwach aber gleichmäßig granulierte Oberfläche, auf den Chelae bilden ineinander übergehende Granulen deutliche Kiele.
Der Erstbeschreibung lag nur ein adultes männliches Exemplar zugrunde. Über einen möglichen Sexualdimorphismus von Opistophthalmus ammopus können daher keine Angaben gemacht werden.
Es besteht eine nahe Verwandtschaft zu der Art Opistophthalmus capensis.  Von dieser und von den anderen Arten der Gattung unterscheidet sich Opistophthalmus ammopus in mehreren morphologischen Merkmalen. Von besonderer Bedeutung sind dabei die Lage des medianen Ocellenpaars auf dem Carapax, die kammartigen Reihen von Setae an den beiden vorderen Beinpaaren und die langen Krallen an den Telotarsen aller Beine. Die Hemispermatophoren von Opistophthalmus ammopus und Opistophthalmus capensis unterscheiden sich deutlich in Länge, Form und weiteren Merkmalen.

## Verbreitung und Lebensraum
Die Terra typica von Opistophthalmus ammopus befindet sich im Richtersveld, westlich der Kulturlandschaft Richtersveld, etwa acht Kilometer südlich des Springklipbergs (28° 40′ 0″ S, 16° 53′ 0″ O). Das Verbreitungsgebiet umfasst sandige Bereiche der südafrikanischen Provinz Nordkap.
Das Richtersveld ist eine trockene Bergwüste im äußersten Nordwesten der Provinz Nordkap, an der Grenze zu Namibia. Die klimatischen Bedingungen, mit mittleren jährlichen Niederschlägen von 25 bis 75 Millimetern, haben eine einzigartige Flora und Fauna mit zahlreichen Endemiten hervorgebracht. Die westliche Hälfte des Richtersveld weist große Sandflächen auf, teilweise mit der Bildung von Wanderdünen. Die Fundorte befinden sich in Sandwüsten und der Sukkulentenkaroo.

## Lebensweise
Verschiedene morphologische Anpassungen, insbesondere die namensgebenden verlängerten Krallen an den Telotarsen und die Setae an den vorderen Beinen weisen darauf hin, dass Opistophthalmus ammopus zu den psammophilen Arten der Gattung Opistophthalmus gehört. Alle aufgefundenen Exemplare wurden während der Nacht auf Sanddünen ruhend entdeckt. Ob die Skorpione dort auch Wohnröhren graben konnte nicht festgestellt werden.

## Systematik

### Erstbeschreibung
Die Erstbeschreibung von Opistophthalmus ammopus erfolgte 1980 durch den südafrikanischen Arachnologen Bruno H. Lamoral nach einem adulten männlichen Skorpion vom Typenfundort.

### Typmaterial
Das Typmaterial besteht aus einem männlichen adulten Holotypus und sechs männlichen Paratypen. Es befindet sich in der Sammlung des KwaZulu-Natal Museums in Pietermaritzburg.

### Etymologie
Der Artname ammopus ist von den altgriechischen Wörtern ammos (άμμος, deutsch: Sand) und pous (πούς, deutsch: Fuß) abgeleitet. Die Namensgebung bezieht sich auf die morphologischen Anpassungen der Art an das Leben in sandigen Habitaten.